# Carl Rasch
Carl Emanuel Flemming Rasch (født 7. februar 1861 i København, død 6. juli 1938) var en dansk læge (dr.med.) og professor i hud- og kønssygdomme. Han varetog blandt andet Karen Blixens behandling, når hun var i Danmark, de 14 år hun havde sin kaffefarm i Britisk Østafrika (det nuværende Kenya).
Han var søn af bogbinder C.J.F. Rasch og hustru f. Lange, blev student fra Borgerdydskolen på Christianshavn 1879, tog medicinsk eksamen 1885 og blev dr.med. 1889. Han var medredaktør af Hospitalstidende 1892, reservelæge ved Kommunehospitalet Afd. IV 1893-97, chef for Frederiks Hospitals dermatologiske Poliklinik 1902-06, overlæge ved Kommunehospitalet Afd. IV og docent ved Københavns Universitet fra 1906. Han var overlæge ved Rigshospitalet fra 1911 og professor fra 1916. Han var Ridder af Dannebrog.
Rasch var formand for Dermatologisk Selskab 1906-09, 1915-19 og 1923-25, medlem af bestyrelsen for Dansk Forening til Kønssygdommenes Bekæmpelse, medlem af Retslægerådet og af bestyrelsen for Foreningen Kunstindustrimuseets Venner. Han var ugift.